# Вовк, Юрий Семёнович
Юрий Семёнович Вовк (23 февраля 1910 — 22 марта 1994) — советский военный лётчик и военачальник, генерал-лейтенант авиации.

## Биография
Родился 23 февраля 1910 года в селе Иванченцы Полтавского уезда. Член КПСС.
С 1933 года — курсант лётной школы. По окончании школы лётчик в ВВС РККА. Участник Великой Отечественной войны, командир эскадрильи истребителей, командир воинской части, командир авиационного полка в составе 3-го Украинского и 3-го Белорусского фронтов.
После войны — командир авиационной дивизии, командир авиационного корпуса ПВО, первый заместитель командующего армии ПВО, начальник Дальневосточной зоны Гражданской обороны РСФСР. 
На военной службе до 1967 года.
Делегат XXII съезда КПСС.
Награждён орденами Ленина (04.06.1955), Красного Знамени (19.04.1945, 03.11.1953, 22.02.1955), Красной Звезды (17.05.1945, 25.05.1945, 15.11.1950, 01.10.1963), Отечественной войны I степени (06.04.1985), медалями «За боевые заслуги» (03.11.1944), «За победу над Германией в Великой Отечественной войне 1941—1945 гг.» (09.05.1945).
Умер в Екатеринбурге 22 марта 1994 года. Похоронен в колумбарии Сибирского кладбища Екатеринбурга.